# Dentilabus compressus
Dentilabus compressus là một loài tò vò trong họ Ichneumonidae.